# From the Bottom of My Broken Heart
"From the Bottom of My Broken Heart" é uma canção da artista americana Britney Spears. A canção foi escrita e produzida por Eric Foster White para o álbum de estreia da cantora, ...Baby One More Time (1999). A canção foi lançada em 14 de dezembro de 1999 pela Jive Records, como o quinto e último single do álbum. A sentimental balada de teen pop, fala de uma mulher recordando seu primeiro amor e desejando que o mesmo não tenha acabado, onde suas verdadeiras emoções são reveladas "do fundo do [seu] coração partido."
"From the Bottom of My Broken Heart" recebeu opiniões diversificadas dos críticos da música, com algumas chamando-o de um sucesso e competente como single, mas normal como uma canção que se refere apenas a beijar e nada mais. A canção alcançou um sucesso moderado, atingindo a posição de número catorze, nos Estados Unidos na Billboard Hot 100, e atingindo o top quarenta na Austrália e na Nova Zelândia. A canção foi certificada como disco de Platina pela Recording Industry Association of America (RIAA) em 28 de março de 2000 vendendo mais de 1.000.000 unidades físicas do single.
O videoclipe da canção, dirigido por Gregory Dark, foi lançado em 17 de dezembro de 1999. Ele mostra Spears quardando seus pertences, se preparando para morar em outro lugar. Ela está chateada porque ela sabe que vai perder seu primeiro amor. Na época que foi lançado, observou-se que o vídeo da canção mostra Spears sobre a via rápida para a vida adulta. Spears performou a canção no 42º Grammy Awards, como um medley com "...Baby One More Time", e em outras três turnês, …Baby One More Time Tour, Crazy 2k Tour e Oops!... I Did It Again World Tour.

## Antecedentes
"From the Bottom of My Broken Heart" foi escrita e produzida Eric Foster White, para o primeiro álbum de estúdio de Spears, ...Baby One More Time (1999). Spears gravou seus vocais para a canção em 1997 no 4MW East Studios em Nova Jersey e na Battery Studios na Cidade de Nova Iorque. Dan Petty tocou a guitarra, enquanto o baixo foi tocado por Andy Hess. A canção foi mais tarde, mixada por White e Chris Trevett, enquanto os vocais de apoio foram fornecidos por Spears, Angie Simmons, Don Philip e Andrew Fromm. Foi lançado em 15 de dezembro de 1999 como o quinto e último single de ...Baby One More Time.

## Composição
"From the Bottom of My Broken Heart" é uma balada sentimental de teen pop que dura cinco minutos e dez segundos.. A canção é composta em uma tonalidade de sol maior e está situado em um compasso do tempo comum, com um lento andamento de 76 batidas por minuto. Os vocais de Spears variam de G3 para C5 A letra da canção fala sobre a perda de um primeiro amor e como romper pode ser difícil, onde Spears declara, "Never look back', we said/How was I to know I'd miss you so?/Loneliness up ahead, emptyness behind/Where do I go?"

## Recepção

### Opinião da crítica
"From the Bottom of My Broken Heart" recebeu opiniões diversificadas dos críticos da música. Amanda Murray Sputnikmusic considerou a canção copetente, mas não um single extraordinário. Kyle Anderson da MTV disse que a canção "é outra balada com uma enorme referência à beijos, mas nada mais." Caryn Ganz da Rolling Stone chamou "From the Bottom of My Broken Heart" de "mais um hit" de ...Baby One More Time, junto com "Sometimes" e "(You Drive Me) Crazy". A canção foi a faixa favorita do Allmusic na revisão do álbum por Stephen Thomas Erlewine.

### Performane comercial
"From the Bottom of My Broken Heart" estreou na posição de número cinquenta e dois no Hot 100 da Billboard. Na semana seguinte, a canção atingiu posição de número catorze, com uma venda de setenta e oito mil unidades físicas do single. A canção também chegou na posição de número dois no Hot 100 Singles Sales, e a de número vinte e quatro no Top 40 Tracks, número dezessete na Pop Songs, e a de número cinquenta e três na Radio Songs. Em 28 de março de 2000, "From the Bottom of My Broken Heart" foi certificado como disco de Platina pela Recording Industry Association of America (RIAA). No final do ano de 2000, a canção ficou posicionada na posição de número setenta e sete na parada anual da Billboard. Na Austrália, "From the Bottom of My Broken Heart" atingiu a posição de número trinta e sete, e a de número vinte e três na Nova Zelândia. Através de importações, "From the Bottom of My Broken Heart" conseguiu atingir uma posição de número cento e setenta e quatro Reino Unido.

## Videoclipe
O videoclipe para "From the Bottom of My Broken Heart" foi dirigido por Gregory Dark e produzido por FM Rocks Production Company. O video estreou no Total Request Live da MTV em 17 de dezembro de 1999. Em uma entrevista para a Entertainment Weekly, Dark revelou que ele foi contratado para suavizar a imagem de Spears na época de colegial travessa em "...Baby One More Time". Ele disse: 
"Eles queriam recriar um pouco sua imagem. [...] Eles queriam um vídeo com mais história orientada e sem dança, sério e emocional. [...] Eu brincava com ela para que ela pudesse relaxar e se sentir confortável nas gravações, o que Britney Spears é totalmente ao contrário naquele momento."
O vídeo mostra Spears guardando seus pertences em uma mala, enquanto ela se prepara para ir embora de casa. Ela está triste porque ela sabe que vai perder seu primeiro amor. O vídeo intercala cenas do passado do casal, incluindo uma em que os dois sobem para um moinho de vento, onde Spears cant a canção. Antes do final do vídeo, Spears está esperando no ponto de ônibus e, ao mesmo tempo, seu primeiro amor está correndo rapidamente para vê-la uma última vez. No entanto, no momento em que ele finalmente chega, Spears já havia deixado o seu namorado para trás e pegou seu ônibus, com destino desconhecido. Alec Hanley Bemis da LA Weekly observou que o videoclipe "mostra [Spears] em uma passagem rápida para a vida adulta."

## Performances ao vivo
"From The Bottom Of My Broken Heart" foi performada pela primeira vez na primeira turnê de Spears, ...Baby One More Time Tour. Depois do seu lançamento como single, Spears performou a canção em um medley com "...Baby One More Time" no 42º Grammy Awards. Spears estava vestindo uma gola e uma saia cheia de tule no início da apresentação, enquanto os dançarinos a cercava com enormes leques. Depois de cantar a versão com menos tempo da canção, ela levou alguns segundos para se trocar e vestir um macacão vermelho (com recortes laterais) e surgiu por trás do palco para performar "...Baby One More Time". Spears também performou a canção em sua turnê de 2000, Crazy 2k Tour, onde os dançarinos escolheram um garoto da platéia e o convidou para subir no palco, enquanto Spears dedicava a performance de "From the Bottom of My Broken Heart" para o garoto. No mesmo ano, a canção foi performada na Oops!... I Did It Again World Tour. Vestindo jeans e uma blusa laranja brilhante, ela tocou uma versão acústica da música com o guitarrista Skip.

## Faixas e formatos
| - CD single australiano 1. "From the Bottom of My Broken Heart" (Radio Version) – 4:34 2. "(You Drive Me) Crazy" (Jazzy Jim's Hip-Hop Mix) – 3:40 3. "Thinkin' About You" – 3:35 4. "Sometimes" (Answering Machine Message) – 0:25 - CD single Enhanced 1. "From the Bottom of My Broken Heart" (Radio Version) – 4:34 2. "(You Drive Me) Crazy" (Jazzy Jim's Hip-Hop Mix) – 3:40 3. "Born To Make You Happy" (Music Video) – 3:35 4. "From the Bottom of My Broken Heart" (Music Video) – 4:34 | - Vinil 12" polegadas 1. "From the Bottom of My Broken Heart" (Ospina's Millennium Funk Mix) – 3:29 2. "From the Bottom of My Broken Heart" (Ospina's Millennium Funk Mix Instrumental) – 3:29 3. "From the Bottom of My Broken Heart" (Radio Version) – 4:34 - The Singles Collection Boxset Single 1. "From the Bottom of My Broken Heart" (Radio Version) – 4:34 2. "Thinkin' About You" – 3:35 |

## Créditos
A seguir, pessoas que contribuíram para "From the Bottom of My Broken Heart":
- Britney Spears – vocais principais, vocais de apoio
- Eric Foster White – mixagem, produtor, compositor
- Chris Trevett – mixagem
- Dan Petty – guitarra
- Andy Hess – baixo
- Angie Simmons – vocais de apoio
- Don Philip – vocais de apoio
- Andrew Fromm – vocais de apoio

## Desempenho e certificações
| País/Parada (2000)                        | Melhor posição |
| ----------------------------------------- | -------------- |
| Austrália (ARIA)                          | 37             |
| Canadá (RPM Singles Chart)                | 25             |
| Estados Unidos (Billboard Hot 100)        | 14             |
| Nova Zelândia (RIANZ)                     | 23             |
| Reino Unido (The Official Charts Company) | 174            |

| País           | Posição |
| -------------- | ------- |
| Estados Unidos | 77      |

| País (Fornecedor)     | Certificações |
| --------------------- | ------------- |
| Estados Unidos (RIAA) | Platina       |